# Saulcy
Saulcy je obec ve švýcarském kantonu Jura. Žije zde 260 obyvatel.

## Geografie

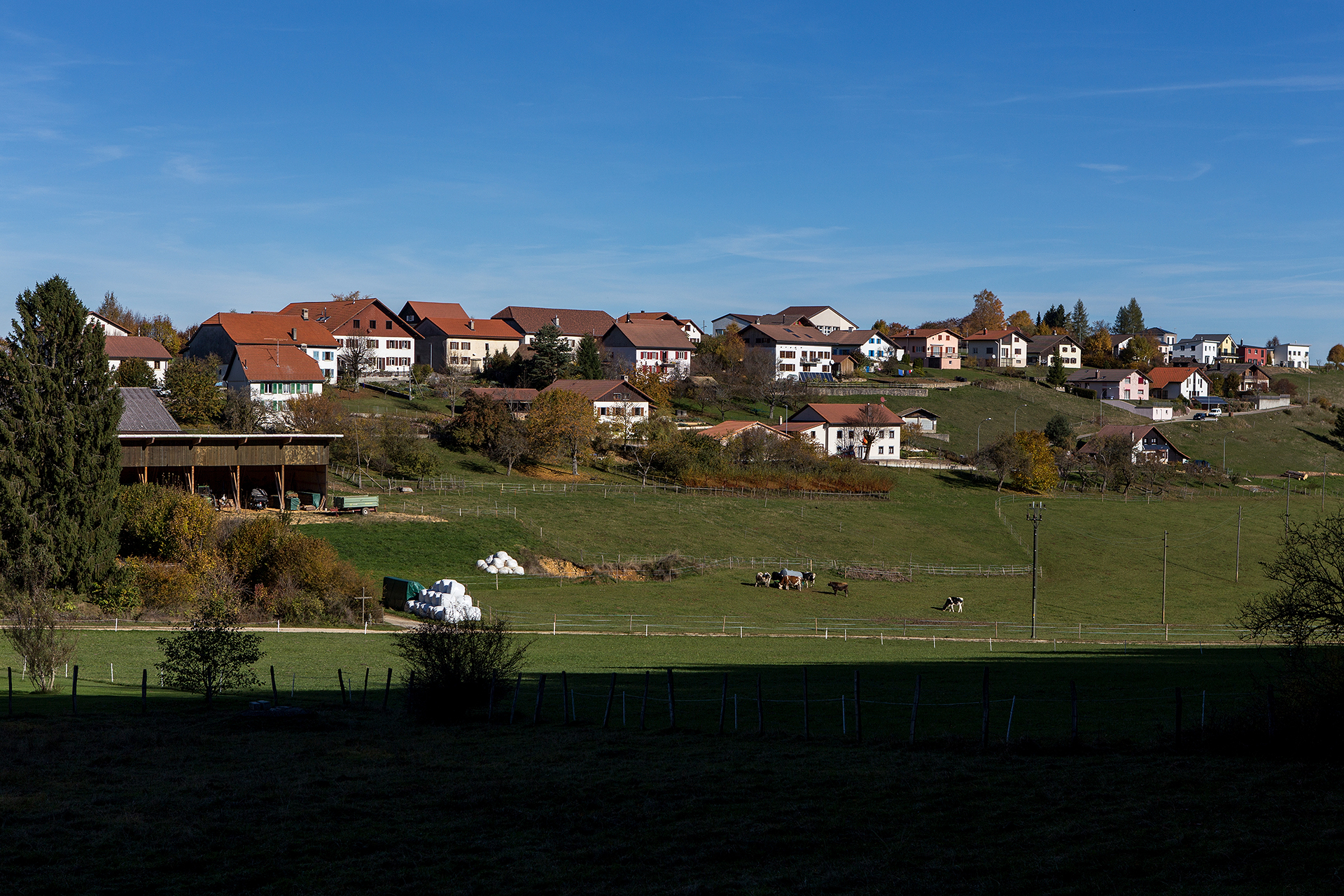
Pohled na obec

Saulcy leží v nadmořské výšce 910 m, vzdušnou čarou 16 km západojihozápadně od hlavního města kantonu, Delémontu. Obec se nachází na hřebeni Jury na severovýchodním okraji oblasti Franches-Montagnes.
Území obce o rozloze 7,9 km² pokrývá široký hřeben stejnojmenné výšiny a zasahuje po svahu na sever, částečně až k toku potoka Tabeillon, levého přítoku Sorne. Na východě se oblast rozprostírá až k Jolimontu, nejvyššímu bodu obce ve výšce 1010 m n. m. Na severu se rozprostírá pohoří Jolimont. Jižní část oblasti zaujímají hluboce zaříznutá údolí Combe des Beusses a Combe Montjean. V roce 1997 tvořila 3 % rozlohy obce sídla, 50 % lesy a lesní porosty a 47 % zemědělství.
K obci Saulcy patří vesnice La Racine v nadmořské výšce 913 m na hřebeni východně od Saulcy a několik samostatných farem. Sousedními obcemi Saulcy jsou Lajoux, Saint-Brais a Haute-Sorne v kantonu Jura a Rebévelier v kantonu Bern.

## Historie

Letecký pohled (1955)

První zmínka o Saulcy pochází z roku 1327 jako o Sacis, první zmínka o vesnici Racine z roku 1181. Území Saulcy bylo součástí basilejského knížecího biskupství. Vesnice byla těžce postižena během třicetileté války. Až do roku 1793, kdy se Saulcy osamostatnilo, patřilo ke Glovelieru. Od roku 1793 do roku 1815 patřila obec Francii a zpočátku byla součástí départementu du Mont-Terrible, od roku 1800 byla připojena k départementu Haut-Rhin. Na základě rozhodnutí Vídeňského kongresu se obec v roce 1815 stala součástí kantonu Bern a 1. ledna 1979 nově vzniklého kantonu Jura. Od počátku 19. století má Saulcy vlastní kostel, čímž se stala samostatnou farností.

## Obyvatelstvo
| Rok            | 1850 | 1880 | 1900 | 1910 | 1930 | 1950 | 1960 | 1970 | 1980 | 1990 | 2000 | 2010 |
| Počet obyvatel | 299  | 231  | 256  | 280  | 232  | 220  | 234  | 249  | 230  | 247  | 264  | 258  |

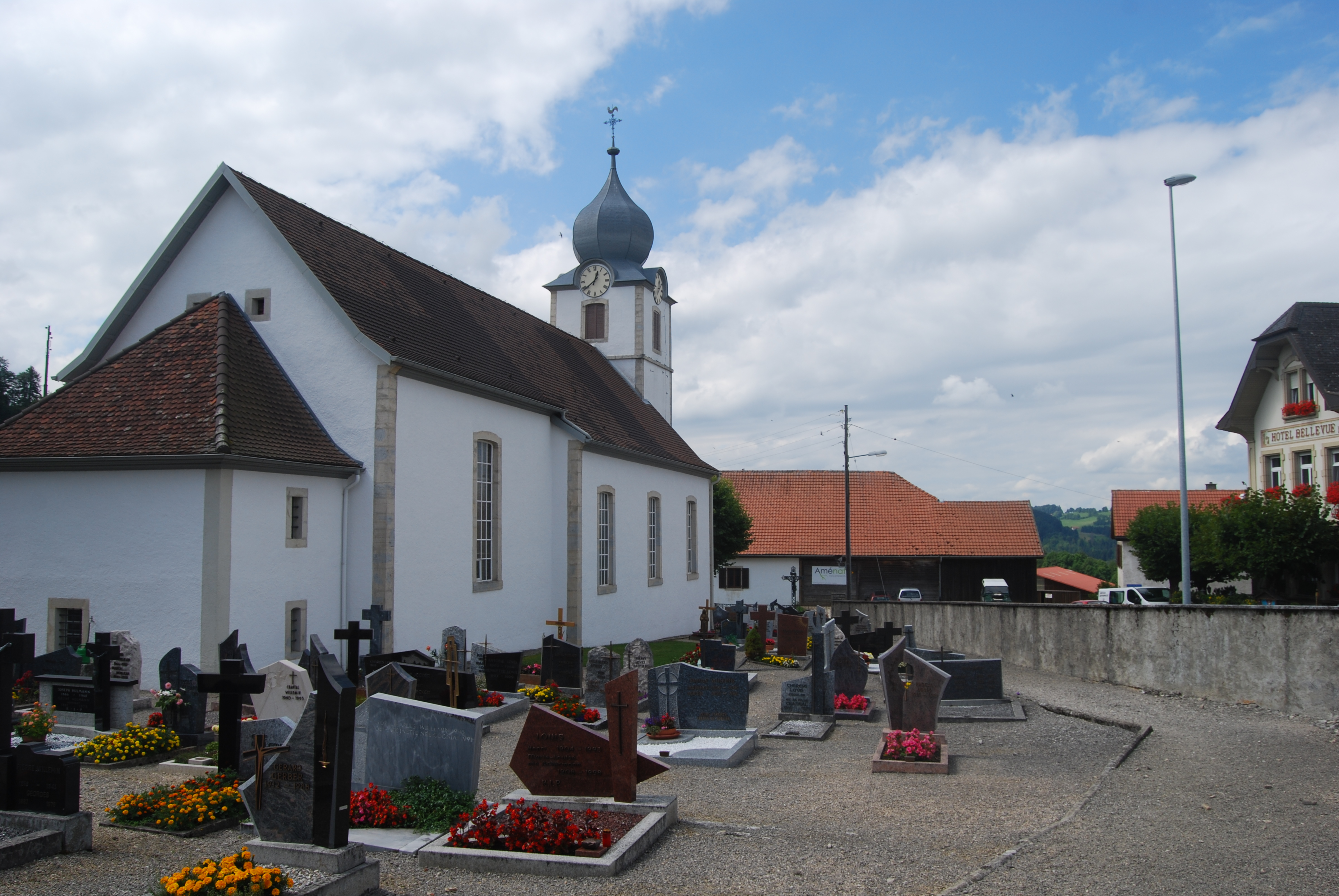
Kostel se hřbitovem

Z celkového počtu obyvatel je 97,0 % francouzsky mluvících a 2,7 % německy mluvících (stav v roce 2000).

## Hospodářství
V obci stále převažuje zemědělství. Mimo zemědělství je v obci jen několik pracovních míst. Mnoho zaměstnanců (přibližně 60 %) proto dojíždí za prací a pracuje převážně v oblasti Delémontu.

## Doprava
Saulcy se nachází mimo hlavní dopravní trasy. Obec je napojena na veřejnou dopravu autobusovou linkou, která jezdí mezi Glovelier a Tramelan.